# Pseudo-tilfældige tal
Pseudo-tilfældige tal er, i modsætning til tilfældige tal ikke rigtig tilfældige. Pseudo-tilfældige tal dannes deterministisk af en algoritme, der typisk benytter de tidligere genererede tal som udgangspunkt. En sådan algoritme kaldes en pseudo-tilfældig talgenerator (eng. pseudo-random number generator, PRNG) eller en pseudo-tilfældig bitgenerator (eng. pseudo-random bit generator, PRBG).